# Mebane
Mebane [ˈmɛbən] är en stad (city) i Alamance County, och i Orange County i North Carolina i USA. Orten fick sitt namn efter politikern och militären Alexander Mebane som tjänstgjorde i amerikanska frihetskriget. Mebane hade 11 393 invånare enligt 2010 års officiella folkräkning.